# ارمنستان در ۲۰۰۶
لیست زیر رویدادهایی است که در طی سال ۲۰۰۶ (میلادی) در ارمنستان اتفاق افتاده است.

## صاحب منصبان
- رئیس‌جمهور: روبرت کوچاریان
- نخست‌وزیر: آندرانیک مارگاریان

## رویدادها

### مه
- ۳ مه - سقوط یک فروند هواپیمای مسافربری شرکت هواپیمایی ارمنستان در دریای سیاه و کشته‌شدن تمامی سرنشینان آن[۱]
- ۱۰ مه -

### ژوئیه
- ۱۷ ژوئیه -
- ۲۶ ژوئیه -
- ۳۱ ژوئیه -

### اوت
- ۱ اوت -
- ۱۶ اوت -
- ۲۸ اوت -

### سپتامبر
- ۳ سپتامبر -
- ۴ سپتامبر -
- ۲۶ سپتامبر -
- ۳۰ سپتامبر -

### اکتبر
- ۶ اکتبر -
- ۱۲ اکتبر -

### نوامبر
- ۲۹ نوامبر -

## درگذشتگان
- ۲۵ اوت: سیلوا کاپوتیکیان، ۸۷, شاعر، همسر هوهانس شیراز و مادر آرا شیراز.
- ۱۶ ژوئیه: ماریام آسلامازیان، ۹۸, نقاش اهل ارمنستان-روسیه
- ۱۵ اکتبر: وارتوهی وارطانیان، ۳۰, خواننده موسیقی سبک پاپ